# Sphaceloma siculum
Sphaceloma siculum är en svampart som beskrevs av Ciccar. 1959. Sphaceloma siculum ingår i släktet Sphaceloma och familjen Elsinoaceae.   Inga underarter finns listade i Catalogue of Life.